# Блакьер, Эдвард
Эдвард Блакьер (англ.  Edward Blaquiere; 1779 — 1832) — британский офицер королевского флота, писатель и филэллин.
Согласно современному английскому историку Д. Дакину, британский интерес к греческим делам во многом был обусловлен деятельностью Байрона и Блакьера:90.
Был последователем и сотрудником британского философа Бентама. Британский политик и экономист Джон Бауринг охарактеризовал Блакьера как своего рода апостола бентамизма.

## Семья и молодость
Эдвард Блакьер родился в Ирландии и был шестым из восьми детей офицера и фермера Джеймса Блакьера (James Blaquiere, 1726—1803), подполковника служившего в 13-м драгунском полку (с 1751 года был переименован в гусарский полк). Однако титул первого барона Блакьера имел брат отца, Джон (John Blaquiere, first Baron de Blaquiere, 1732—1812).
В свою очередь Джеймс и Джон Блакьеры были двумя из девяти детей Жана Блакьера (Jean de Blaquiere, 1675—1753), гугенота, который эмигрировал из Франции в 1685 году, после эдикта Фонтенбло 1685 года и который в дальнейшем утвердился в качестве коммерсанта в Лондоне. Ничего не известно о матери Эдуарда Блакьера. Вероятно она умерла до смерти его отца, Джеймса, в 1803 году
Также мало известно о первых годах образования Блакьера, и хотя некоторые из его братьев окончили Дублинский университет, он последовал морской карьере.

## Офицер королевского флота
Блакьер поступил в королевский флот в январе 1794 года в звании энсина.
В апреле 1794 года принял участие в победном для англичан сражении у острова Guernsey близ берегов Нормандии, а в июне 1795 года в сражении у острова Груа.
В 1797 году он принял участие в сражении у мыса Сан-Висенте в Португалии.
В августе 1798 года он принял участие в победном для англичан сражении при Абукире в Египте.
В этот период он служил офицером под командованием адмирала Нельсона, на линейном корабле «Vanguard», бывшим тогда флагманским кораблём британского флота на Средиземном море.
С сентября 1798 по сентябрь 1800, Блакьер продолжал служить на «Vanguard» и отличился при осаде Мальты.
12 июля 1801 года, на борту корабля «Caesar» и под командованием вице-адмирала James Saumarez (1757—1836) он принял участие во втором сражении у Альхесираса.
За проявленное мужество 20 июля он получил звание младшего лейтенанта.
В октябре 1805 года, в качестве офицера трёхпалубного HMS Temeraire он принял участие в Трафальгарском сражении..
За проявленное мужество был повышен в звание лейтенант флота.
В конце того же года принял участие в обороне Сицилии.
В период 1810—1811 годов в звании Lieutenant commander он служил в штабе британского средиземноморского флота. Эта должность позволила ему близко познакомиться с жителями региона и наблюдать варварское отношение Османской империи по отношению к порабощённым ею народам. В дальнейшем он был командирован в Триполи и Тунис.
В этот период и войдя в контакт с греческим населением подконтрольных французам Ионических островов, греческих территорий подвластных османам а также полуавтономных островов греческого Архипелага проявились первые признаки филэллинизма Блакьера.
В 1812 году Блакьер был назначен в военно-морской штаб на Мальте, где он прослужил до 1816 года.
Он служил на королевском флоте в период наполеоновских войн в основном на Средиземном море. Это дало ему возможность издать в 1813 году свою первую книгу (в двух томах) — «Письма со Средиземного моря» («Letters from the Mediterranean»). В книге он отображает свои впечатления и политические взгляды, в особенности касательно Сицилии, Триполитании, Туниса и Мальты. В этой первой его книге уже проявились первые признаки радикализма Блакьера.

## Ученик Иеремии Бентама
В начале века Блакьер с энтузиазмом стал последователем философа и реформатора Иеремии Бентама (1748 1832):В-363, прочитав его работу «Traités de législation, civile et pénale» (1802), и по возможности, часто встречался с философом.

## Испания
Финансируемый частично Бентамом, в 1820 году Блакьер отправился в Испанию чтобы на месте наблюдать «великий народ который борется за свои свободы».
Основной его целью было собрать материалы для исторического обозрения Испанской революции («An Historical Review of the Spanish Revolution», 1822), но он использовал также свои новые связи с либеральными политиками и журналистами с тем чтобы они позаботились о переводе работ Бентама и подтолкнули Хуана Доносо Кортеса с тем чтобы тот пригласил Бентама для составления новых юридических кодексов.
В течение этого периода Блакьер подружился с молодым Джоном Баурингом (1792—1872), которого он представил Бентаму в 1820 году. Бауринг и Блакьер работали сообща чтобы продинуть славу Бентама как либерального теоретика в Испании, Португалии, Франции, в возрождавшейся Греции и Латинской Америке.

## Блакьер и Филэллинский комитет Лондона (1823—1826)
Когда либеральный испанский режим был близок к своему падению (1823), Бауринг и Блакьер обратили свои взоры на восставшую Грецию создав филэллинский комитет Лондона (London Philhellenic Committee, 1823—1826), с главной целью оказать поддержку Греческой революции.
Бауринг принял обязанности секретаря «Филэллинского комитета Лондона», в то время как Блакьер совершил поездку в Грецию в марте 1823 года, вместе с Андреасом Луриотисом, который вместе с И. Орландосом представлял временное греческое правительство в Западной Европе и пытался обеспечить греческое освободительное восстание финансами сначала в Испании (по возможности и в Португалии), а затем в Великобритании:510.
Получив предварительно письмо от Э. Трелони, Блакьер сдела остановку в Генуе, с тем чтобы обеспечить для греческого дела поддержку Байрона.
Г. Георгопулос пишет, что хотя Байрон и сам по себе был готов оказать поддержку греческим повстанцам, именно «методичный и смекалистый» Блакьер убедил Байрона не только вступить в Филэллинский комитет Лондона, но и отправиться в Грецию.
После представления проекта Бентама о первой конституции Греции (Конституция Эпидавра) предложенной временному греческому правительству, Блакьер вернулся в Лондон осенью 1823 года и опубликовал восторженный доклад Филэллинского комитета Лондона касательно перспектив борьбы греков («Report on the Present State of the Greek Confederation», «Доклад о нынешнем состоянии Греческой Конфедерации», 1823) а затем опубликовал его в книге («The Greek Revolution», «Греческая революция», 1824).
Осенью 1823 года Блакьер объехал всю Англию, чтобы обеспечить поддержку депутатов парламента и издателей газет, а также с целью повысить интерес англичан и предоставляемые финансы для борьбы в Греции. Деньги были использованы для финансирования британской военной миссии возглавляемой лордом Байроном и полковником Лестером Стэнхоупом (который также считал Иеремию Бентама своим учителем:В-363.
Миссия прибыла в Месолонгион.

## Первый британский заём греческого правительства
Помощи филэллинских комитетов однозначно было недостаточно для продолжения освободительной войны греков. Война против огромной и богатой Османской империи требовала больших финансов, которыми воссоздаваемое греческое государство не располагало.
С помощью Филэллинского комитета Лондона, посланники восставших греков сумели получить у финансовых кругов Лондона заём в 800 тысяч фунтов стерлингов, из которых в действительности до Греции дошли 59 % занимаемой суммы, то есть 472 тыс.
Н. Константинидис и К. Велендзас пишут, что хотя сегодня заём характеризуется „грабительским“, он кроме прочего отражал степень риска для лондонских финансистов.
С другой стороны, хотя заём положил начало проникновению Британии в Грецию а также положил начало задолженности последней, он стал одним из первых шагов де-факто признания ещё не воссозданного государства.
Другой особенностью займа было что деньги на месте распределялись не занимаемым государством, а британской миссией.
Когда Блакьер вернулся в Грецию в 1824 году с первой частью займа, он оказался в конфронтации с Стэнхоупом касательно позиции последнего по отношению к грекам, а также порядок распределения займа: При всём своём филэллинизме и либерализме, Стэнхоп с британским снисхождением относился к восставшим как к населению британских колоний, в то время как Блакьер признавал их законные права в семье европейских народов и оказывал поддержку их геополитическим планам, идущим в разрез с британской политикой незыблемости Османской империи и ограничения воссоздаваемого государства в пределах лишь полуострова Пелопоннес и частично Средней Греции. По этой причине, он был сочтён самым популярным иностранцем который посетил сражающуюся Грецию. Однако „Греческий комитет Лондона“, нисколько не был тронут современными взглядами Блакьера о правах наций и поддержал взгляды Стэнхопа. Кроме того, в письмах греческому правительству, Стэнхоп представлял себя и Байрона, а не Блакьера распорядителями британского займа.
Лишённый доступа к распределению финансов, Блакьер вынужденно умерил свои планы как в Греции, так и в отношении развития филэллинизма в Великобритании, однако он продолжал поддерживать греческое дело своими многочисленными публикациями, такими как:
- „Повествование о втором посещении Греции“ изд 1825 („Narrative of a Second Visit to Greece“),
- „Греция и её претензии“ изд. 1826 („Greece and her Claims“),
- „Письма из Греции“ изд. 1828 („Letters from Greece“)

Одновременно, в Англии, Блакьер принял сторону представителей Греции, а не сторону своих прежних друзей по Комитету, в течение разразившегося в 1826 году скандала касательно греческих займов.

## Книги Блакьера как источник историографии Греческой революции
Книги Блакьера являются сегодня важным источником информации для современных историков Греческой революции. Так Д. Фотиадис, в своей Истории Греческой революции в 4-х томах, в девяти случаях ссылается или цитирует Блакьера:Δ-529.
Хотя некоторые греческие политики подозревали что Блакьер являлся агентом британского правительства:514, сам Блакьер, считая что Греции нужно обеспечить доверие британских финансовых кругов, в своих книгах обосновывал жизнеспособность греческого проекта.
Так в „Повествовании о втором посещении Греции“ он приводит статистические цифры и с восторгом описывает ресурсы страны, пишет что нет в Европе региона более производительного нежели Фессалия:516 (хотя британские политики и не помышляли о включении Фессалии в воссоздаваемое государство), обосновывает жизнеспособность Греции тем, что несмотря на непрекращающиеся разрушительные военные действия на её территории, греки три года вели успешную войну против Османской империи и её вассалов, не получив ни цента займа, никакой помощи извне:516.
Он описывает Грецию как страну с лучшим климатом в мире, и, при людских потерях и поредевшем населении, отмечает отличные возможности для потенциальных колонистов:517.
Как морской офицер он с восхищением пишет о морских навыках греческих островитян.
Во многих случаях оценки Блакьера касательно известных греческих военачальников отличаются от оценок британской миссии или англичан участников событий. Так тот же Д. Фотиадис, который утверждает что смерть Г. Караискакиса, которая привела к самому большому поражению повстанцев в ходе Освободительной войны (Битва при Фалероне), была делом рук англичан Д. Уркварта (в дальнейшем известного британского агента) и адмирала Т. Кокрейна, с целью прервать освобождение Средней Греции и ограничить возрождающее государство одним Пелопоннесом:Г-330, приводит свидетельства Блакьера об этом безграмотном греческом военачальнике, освободителе Средней Греции.
Блакьер с восхищением пишет что Караискакису удалось установить дисциплину в его иррегулярных войсках, что пастухи, не опасаясь не досчитаться своих овец, вели свои стада через лагерь Караискакиса в Аттике, что само по себе было первым подобным случаем в ходе первых пяти лет войны:Г-299.
Как реквием Караискакису Блакьер пишет: „И не может быть большей чести его памяти то, что в то время как многие другие только и думали как разбогатеть, Караискакис умер исключительно бедным“:Г-356.

## Последующие годы — Смерть
Блакьер поддержал также и другие освободительные движения в Европе и Латинской Америке. Он сочетал симпатию по отношению к национализму этих движений и поддержку раннего либерализма и выражал надежду что он увидит союз либеральных сил во всей Европе, который сможет стать противовесом Священному союзу.
Блакьер умер в начале 1832 года, на борту затонувшего судна, в ходе миссии на Азоры, в попытке помочь созданию конституционной монархии в Португалии, во главе с Педру IV.
Его жена, Эмма Блакьер (Emma Blaquiere) умерла в 1847 году.

## Работы
- Edward Blaquiere „Letters from the Mediterranean; containing a civil and political account of Sicily, Tripoly, Tunis, and Malta: with biographical sketches, anecdotes and observations, illustrative of the present state of those countries, and their relative situation with respect to the British empire“, Τόμος 1, Colburn, 1813,
- Edward Esq Blaquiere „An Historical Review of the Spanish Revolution Including Some Account of Religion, Manners and Literature in Spain. — London, G. and W. B. Whittaker 1822“, G. and W. B. Whittaker, 1822,
- Edward Blaquiere „Anecdotes of the Spanish and Portugese Revolutions. Introduction“, G. & W.B. Whittaker, 1823,
- Edward Blaquière „Report on the Present State of the Greek Confederation, and on Its Claims to the Support of the Christian World: Read to the Greek Committee on Saturday, September 13, 1823“, 1823,
- Edward Blaquiere „Rapport sur l' etat actuel de la confederation grecque et sur les droits a l' assistance et aux secours de la chretiente : Lu au comite grec, a Londres, le 13 septembre 1825“; par le chevalier Edouard Blaquiere, traduit de l' anglais par …, chez me Goulet, … Blosse, Paris 1823,
- Edward Blaquière „The Greek Revolution, Its Origin and Progress: Together with Some Remarks on the Religion, National Character, &c. in Greece“, G. & W. B. Whittaker, 1824 και The Greek revolution : its origin and progress: together with some remarks on the religion, national character, &c. in Greece», by Edward Blaquiere, printed for G. & W. B. Whittaker, 1824,
- Edward Blaquière «Narrative of a Second Visit to Greece: Inculuding Facts Connected with the Las Days of Lord Byron», Τόμος 1, Geo. B. Whittaker, 1825,
- Edward Blaquière «Narrative of a second visit to Greece including facts connected with the last days of Lord Byron, extracts from correspondence, official documents etc», Τόμος 2, 1825,
- Edward Blaquiere «De Grieksche omwenteling, haar ontstaan en uitbreiding: benevens eenige aanmerkingen over godsdienst, zeden en karakter des volks», Schalekamp, Van de Grampel en Hanssen (Amsterdam) 1825,
- Edward Blaquiere «Die griechische Revolution, ihr Anfang und weitere Verbreitung etc. Aus dem Englischen übersetzt», Landes-Industrie-Comptoir, 1825,
- Edward Blaquière «Greece and Her Claims», G. B. W
- Edward Blaquière «Letters from Greece: With Remarks on the Treaty of Intervention», J. Ilbery, 1828
- Edward Blaquière «Introduction and Notes»,
- Edward Blaquiere «Narrative of a Second Visit to Greece, Including Facts Connected with the Last Days of Lord Byron, Extracts from Correspondence, Official Documents, &c», Folcroft Library Editions, 1976,
- Edward Blaquiere «Letters from the Mediterranean V2: Containing A Civil and Political Account of Sicily, Tripoly, Tunis, and Malta (1813)», Kessinger Publishing, 2009, ISBN 1104170442, ISBN 9781104170448
- Edward Blaquiere «Letters from the Mediterranean V2: Containing A Civil and Political Account of Sicily, Tripoly, Tunis, and Malta (1813)», Kessinger Publishing, 2009, ISBN 1104141191, ISBN 9781104141196,
- Edward Blaquiere «Examen Historique de la Revolution Espagnole», Τόμος 1, Kessinger Publishing, 2010, ISBN 1167908333, ISBN 9781167908330
- Edward Blaquiere «Examen Historique de La Revolution Espagnole V1 (1823)», Τόμος 1, Kessinger Publishing, 2010, ISBN 1160091579, ISBN 9781160091572,
- Edward Blaquiere «Letters from the Mediterranean V2: Containing A Civil and Political Account of Sicily, Tripoly, Tunis, and Malta (1813)», Kessinger Publishing, 2010, ISBN 1165436205, ISBN 9781165436200,
- Edward Blaquiere "George Gordon Byron «Narrative of a Second Visit to Greece, Including Facts Connected with the Last Days of Lord Byron, Extracts from Correspondence, Official Documents, Etc.», BiblioBazaar, 2011, ISBN 1241490376, ISBN 9781241490379,
- Edward Blaquiere «The Greek Revolution, Its Origin and Progress», Theclassics Us, 2013, ISBN 1230326367, ISBN 9781230326368,
- Edward Blaquiere «Narrative of a Second Visit to Greece, Including Facts Connected with the Last Days of Lord Byron, Extracts from Correspondence, Official Documents, E», Hardpress, 2013, ISBN 131409629X, ISBN 9781314096293,
- Edward Blaquiere «The Greek Revolution», Cambridge Library Collection — European History, Cambridge University Press, 2014, ISBN 1108076009, ISBN 9781108076005,
- Edward Blaquiere «Narrative of a Second Visit to Greece: Including Facts Connected with the Last Days of Lord Byron, Extracts from Correspondence, Official Documents, &», Ipicturebooks, 2015, ISBN 1330632419, ISBN 9781330632413,
- Edward Blaquiere «The Greek Revolution, Its Origin and Progress», BiblioLife, 2015, ISBN 1297670566, ISBN 9781297670565,